# Hycklinge socken
Hycklinge socken i Östergötland ingick i  Kinda härad, ingår sedan 1974 i Kinda kommun och motsvarar från 2016 Hycklinge distrikt.
Socknens areal är 126,50 kvadratkilometer varav 113,75 land. År 2000 fanns här 367 invånare. Kyrkbyn Hycklinge med sockenkyrkan Hycklinge kyrka ligger i socknen. 

## Administrativ historik
Hycklinge socken har medeltida ursprung. 
Vid kommunreformen 1862 övergick socknens ansvar för de kyrkliga frågorna till Hycklinge församling och för de borgerliga frågorna till Hycklinge landskommun. Landskommunen uppgick 1952 i Södra Kinda landskommun som 1974 uppgick i Kinda kommun.
1983 överfördes Stuverum 1:1 i Tallsebo samt Vårdslunda 2:8 från Hycklinge till Odensvi socken (församling) i Kalmar län.
1 januari 2016 inrättades distriktet Hycklinge, med samma omfattning som församlingen hade 1999/2000.  
Socknen har tillhört samma fögderier och domsagor som Kinda härad.  De indelta soldaterna tillhörde   Första livgrenadjärregementet, Kinda kompani och Andra livgrenadjärregementet, Vifolka kompani.

## Geografi
Hycklinge socken vid sydöstra ändan av Åsunden. Socknen är en sjörik kuperad skogs- och bergsbygd med dalgångsbygder främst vid Åsunden.

## Fornlämningar
Kända från socknen är spridda äldre gravar och tre gravfält och tre fornborgar från järnåldern.

## Namnet
Namnet (1377 Hyklinge) kommer från kyrkbyn. Förleden är huk(u)l, 'kulle, höjd' Efterleden är inge, 'inbyggarnas boplats'.

### Fotnoter
1. 1 2  Svensk Uppslagsbok andra upplagan 1947–1955: Hycklinge socken
2. 1 2  Harlén, Hans; Harlén Eivy (2003). Sverige från A till Ö: geografisk-historisk uppslagsbok. Stockholm: Kommentus. Libris 9337075. ISBN 91-7345-139-8
3. ↑  Administrativ historik för Hycklinge socken (Klicka på församlingsposten). Källa: Nationella arkivdatabasen, Riksarkivet.
4. 1 2  Sjögren, Otto (1931). Sverige geografisk beskrivning del 2 Östergötlands, Jönköpings, Kronobergs, Kalmar och Gotlands län. Stockholm: Wahlström & Widstrand. Libris 9939
5. 1 2  Nationalencyklopedin
6. ↑  Fornlämningar, Statens historiska museum: Hycklinge socken
7. ↑  Fornminnesregistret, Riksantikvarieämbetet: Hycklinge socken Fornminnen i socknen erhålls på kartan genom att skriva in sockennamn (utan "socken") i "Ange geografiskt område"
8. ↑  Mats Wahlberg, red (2003). Svenskt ortnamnslexikon. Uppsala: Institutet för språk och folkminnen. Libris 8998039. ISBN 91-7229-020-X. https://isof.diva-portal.org/smash/get/diva2:1175717/FULLTEXT02.pdf